# Ambitious! 야심적이고 좋잖아
Ambitious! 야심적이고 좋잖아(Ambitious! 野心的でいいじゃん 앰비셔스! 야신테키데이이장[*])은 2006년 6월 21일에 발매된 모닝구무스메의 서른 번째 싱글이다.

## 개요
- 콘노 아사미, 오가와 마코토의 마지막 참가 싱글이다.

- 초회한정반과 통상반 등 두 종류가 있으며, 초회한정반 특전은 다음과 같다.
  - 멤버 한명한명이 클로즈업 된 자켓.
  - 2006년 5월 6일, 사이타마 슈퍼 아레나의 낮 공연 라이브 영상이나, 멤버 인터뷰 등을 수록한 스페셜 DVD.
    1. SEXY BOY ~산들바람에 기대~
    2. 青空がいつまでも続くような未来であれ!
    3. 멤버 코멘트

- 다나카 레이나가 처음으로 센터 포지션을 맡은 작품이며, 초회한정반 자켓에 다나카의 얼굴이 클로즈업 되어 있다.

- 커플링곡 "내가 곁에 있어"(わたしがついてる。)의 작사가는 《리본의 기사 더 뮤지컬》의 연출가 기무라 신지.

## 수록곡
1. Ambitious! 野心的でいいじゃん
작사, 작곡 : 층쿠 / 편곡 : 유아사 고이치
2. わたしがついてる。
작사 : 기무라 신지 / 작곡 : 층쿠 / 편곡 : 스즈키 슌스케
3. Ambitious! 野心的でいいじゃん (Instrumental)

## 참여 뮤지션
※괄호는 트랙 번호
- 유아사 고이치 - 프로그래밍 (1)
- 고지 - 기타 (1)
- 다케우치 히로아키 - 코러스 (1)
- 스즈키 슌스케 - 프로그래밍, 기타 (2)
- CHINO - 코러스 (2)

## 차트
- 주간최고순위 4위 (오리콘 차트)